# Alumine nasu
Alumine nasu ist eine unbewohnte Insel, 50 Meter von der größten estnischen Insel Saaremaa entfernt. Die Insel liegt in der Landgemeinde Saaremaa im Kreis Saare. Sie liegt in der Bucht Kõiguste laht im Kahtla-Kübassaare hoiuala.
Alumine nasu ist 100 Meter lang und 40 Meter breit.